# Аппанус (округ, Айова)
Шаблон:StateAbbr_ 40°44′17″ пн. ш. 92°52′02″ зх. д. / 40.738055555556° пн. ш. 92.867222222222° зх. д.
Округ Аппанус (англ. Appanoose County) — округ (графство) у штаті Айова, США. Ідентифікатор округу 19007.

## Історія
Округ утворений 1843 року.

## Демографія
За даними перепису
2000 року
загальне населення округу становило 13721 осіб, зокрема міського населення було 5667, а сільського — 8054.
Серед мешканців округу чоловіків було 6556, а жінок — 7165. В окрузі було 5779 домогосподарств, 3803 родин, які мешкали в 6697 будинках.
Середній розмір родини становив 2,89.
Віковий розподіл населення поданий у таблиці:
| Стать    | До 15 років | 15-21 | 22-29 | 30-39 | 40-49 | 50-65 | 65-85 | Понад 85 |
| -------- | ----------- | ----- | ----- | ----- | ----- | ----- | ----- | -------- |
| Чоловіки | 1312        | 651   | 554   | 844   | 948   | 1139  | 973   | 135      |
| Жінки    | 1348        | 616   | 568   | 861   | 962   | 1180  | 1324  | 306      |

## Суміжні округи
- Монро — північ
- Вапелло — північний схід
- Девіс — схід
- Скайлер, Міссурі — південний схід
- Патнем, Міссурі — південний захід
- Вейн — захід
- Лукас — північний захід

## Виноски
1. ↑  U.S. Decennial Census. United States Census Bureau. Архів оригіналу за 26 квітня 2015. Процитовано 13 липня 2014.
2. ↑  Historical Census Browser. University of Virginia Library. Архів оригіналу за 11 серпня 2012. Процитовано 13 липня 2014.
3. ↑  Population of Counties by Decennial Census: 1900 to 1990. United States Census Bureau. Архів оригіналу за 22 квітня 2014. Процитовано 13 липня 2014.
4. ↑  Census 2000 PHC-T-4. Ranking Tables for Counties: 1990 and 2000 (PDF). United States Census Bureau. Архів оригіналу (PDF) за 18 грудня 2014. Процитовано 13 липня 2014.
5. ↑  State & County QuickFacts. United States Census Bureau. Архів оригіналу за 6 липня 2011. Процитовано 13 липня 2014. [Архівовано 2011-06-07 у Wayback Machine.](англ.) Наведено за англійською вікіпедією.
6. ↑  American FactFinder. Бюро перепису населення США. Архів оригіналу за 26 лютого 2012. Процитовано 31 січня 2008. [Архівовано 2008-05-21 у Wayback Machine.]

| США | Це незавершена стаття з географії США. Ви можете допомогти проєкту, виправивши або дописавши її. |